# Haasgang
Haasgang (fränkisch: Hoosgang) ist ein Gemeindeteil der Gemeinde Weihenzell im Landkreis Ansbach (Mittelfranken, Bayern). Die Gemarkung Haasgang liegt teils auf dem Gemeindegebiet von Weihenzell, teils auf dem Gemeindegebiet von Dietenhofen. Sie hat eine Fläche von 13,868 km² und ist in 1424 Flurstücke aufgeteilt, die eine durchschnittliche Fläche von 9738,65 m² haben. In ihr liegen neben dem namensgebenden Ort die Gemeindeteile Adelmannsdorf, Höfen, Moratneustetten und Neubronn.

## Geografie
In der Nähe des Dorfes entspringen der Eisengraben und der Hanggraben, beides rechte Zuflüsse des Mettlachbachs. Im Südwesten befinden sich der Geißberg und der Eisengraben, im Südwesten liegt das Waldgebiet Adelmannsdorfer Schlag. Die Kreisstraße AN 9 führt nach Rügland zur AN 17 (1 km nordwestlich) bzw. nach Neubronn (1,3 km südlich).

## Geschichte
Der Ort wurde um 1300 als „Hasegank“ erstmals urkundlich erwähnt. Der Ortsname nimmt wohl Bezug auf einen reichen Hasenbestand in dieser Gegend. Der Ort gilt aufgrund seiner eher ungünstigen Lage als Spätgründung, die nicht vor dem 10. Jahrhundert stattgefunden hat.
Im 16-Punkte-Bericht des Oberamtes Ansbach von 1684 wurden für Haasgang 10 Mannschaften verzeichnet: 6 Halbhöfe unterstanden dem Hofkastenamt Ansbach und 2 Halbhöfe dem Vogtamt Unternbibert. Außerdem gab es das Hirtenhaus und ein Schmiedegut, die beide kommunal genutzt wurden. Das Hochgericht und die Dorf- und Gemeindeherrschaft übte das brandenburg-ansbachische Hofkastenamt Ansbach aus.
Gegen Ende des 18. Jahrhunderts gab es in Haasgang 11 Anwesen. Das Hochgericht und die Dorf- und Gemeindeherrschaft übte weiterhin das Hofkastenamt Ansbach aus. Alleiniger Grundherr war das Fürstentum Ansbach (Hofkastenamt Ansbach: 1 Hof, 3 Halbhöfe, 4 Güter, 1 Leerhaus; Vogtamt Unternbibert: 2 Höfe). Neben den Anwesen gab es noch kommunale Gebäude (Hirtenhaus, Schmiede). Es gab zu dieser Zeit 14 Untertansfamilien. Von 1797 bis 1808 unterstand der Ort dem Justiz- und Kammeramt Ansbach.
Im Jahre 1806 kam Haasgang an das Königreich Bayern. Im Rahmen des Gemeindeedikts wurde Haasgang dem 1808 gebildeten Steuerdistrikt Wernsbach und der 1811 gegründeten Ruralgemeinde Wernsbach zugeordnet. Am 27. Juli 1830 kam es zur Bildung der Gemeinde Haasgang: Haasgang, Moratneustetten und Neubronn wurden von Wernsbach umgemeindet, Adelmannsdorf und Höfen von Weihenzell. Die Gemeinde Haasgang war in Verwaltung und Gerichtsbarkeit dem Landgericht Ansbach zugeordnet und in der Finanzverwaltung dem Rentamt Ansbach (1919 in Finanzamt Ansbach umbenannt). Ab 1862 gehörte sie zum Bezirksamt Ansbach (1939 in Landkreis Ansbach umbenannt). Die Gerichtsbarkeit blieb bis 1870 beim Landgericht Ansbach, von 1870 bis 1879 war das Stadt- und Landgericht Ansbach zuständig, seit 1880 ist es das Amtsgericht Ansbach. Die Gemeinde hatte 1964 eine Gebietsfläche von 11,514 km². Am 30. Juni 1972 wurde sie im Zuge der Gebietsreform in Bayern aufgelöst: Haasgang, Moratneustetten und Neubronn wurden nach Weihenzell eingemeindet, Adelmannsdorf und Höfen nach Dietenhofen.

### Baudenkmal
- Steinkreuz, wohl aus dem 15. Jahrhundert, 300 m nordwestlich der Ortschaft auf dem Weg nach Rügland[18][19]

### Bodendenkmäler
In der Gemarkung Haasgang gibt es fünf Bodendenkmäler.

### Einwohnerentwicklung
Gemeinde Haasgang
| Jahr      | 1840   | 1852   | 1855   | 1861   | 1867   | 1871   | 1875   | 1880   | 1885   | 1890   | 1895   | 1900   | 1905   | 1910   | 1919   | 1925   | 1933   | 1939   | 1946   | 1950   | 1952   | 1961   | 1970   |
| Einwohner | 439    | 407    | 434    | 424    | 420    | 430    | 431    | 421    | 408    | 396    | 424    | 376    | 382    | 389    | 355    | 379    | 383    | 356    | 411    | 422    | 397    | 345    | 366    |
| Häuser    | 74     |        |        |        |        | 78     |        |        | 83     | 80     |        | 77     |        |        |        | 67     |        |        |        | 68     |        | 66     |        |
| Quelle    | [ 21 ] | [ 22 ] | [ 22 ] | [ 23 ] | [ 24 ] | [ 25 ] | [ 26 ] | [ 27 ] | [ 28 ] | [ 29 ] | [ 22 ] | [ 30 ] | [ 22 ] | [ 31 ] | [ 22 ] | [ 32 ] | [ 22 ] | [ 22 ] | [ 22 ] | [ 33 ] | [ 22 ] | [ 15 ] | [ 34 ] |

Ort Haasgang
| Jahr      | 001818 | 001840 | 001861 | 001871 | 001885 | 001900 | 001925 | 001950 | 001961 | 001970 | 001987 | 001999 | 002011 | 002017 |
| Einwohner | 87     | 83     | 105    | 95     | 78     | 86     | 84     | 89     | 73     | 67     | 73     | 97     | 86     | 85     |
| Häuser    | 14     | 15     |        |        | 17     | 16     | 14     | 15     | 14     |        | 19     |        |        |        |
| Quelle    | [ 35 ] | [ 21 ] | [ 23 ] | [ 25 ] | [ 28 ] | [ 30 ] | [ 32 ] | [ 33 ] | [ 15 ] | [ 34 ] | [ 36 ] | [ 37 ] |        | [ 1 ]  |

## Religion
Der Ort ist seit der Reformation evangelisch-lutherisch geprägt und war ursprünglich nach St. Jakob (Weihenzell) gepfarrt, seit 1827 ist die Pfarrei St. Margaretha (Rügland) zuständig. Die Einwohner römisch-katholischer Konfession sind nach St. Dionysius (Virnsberg) gepfarrt.